# Comitas ilariae
Comitas ilariae é uma espécie de gastrópode do gênero Comitas, pertencente a família Pseudomelatomidae.